# Kuzu fırın

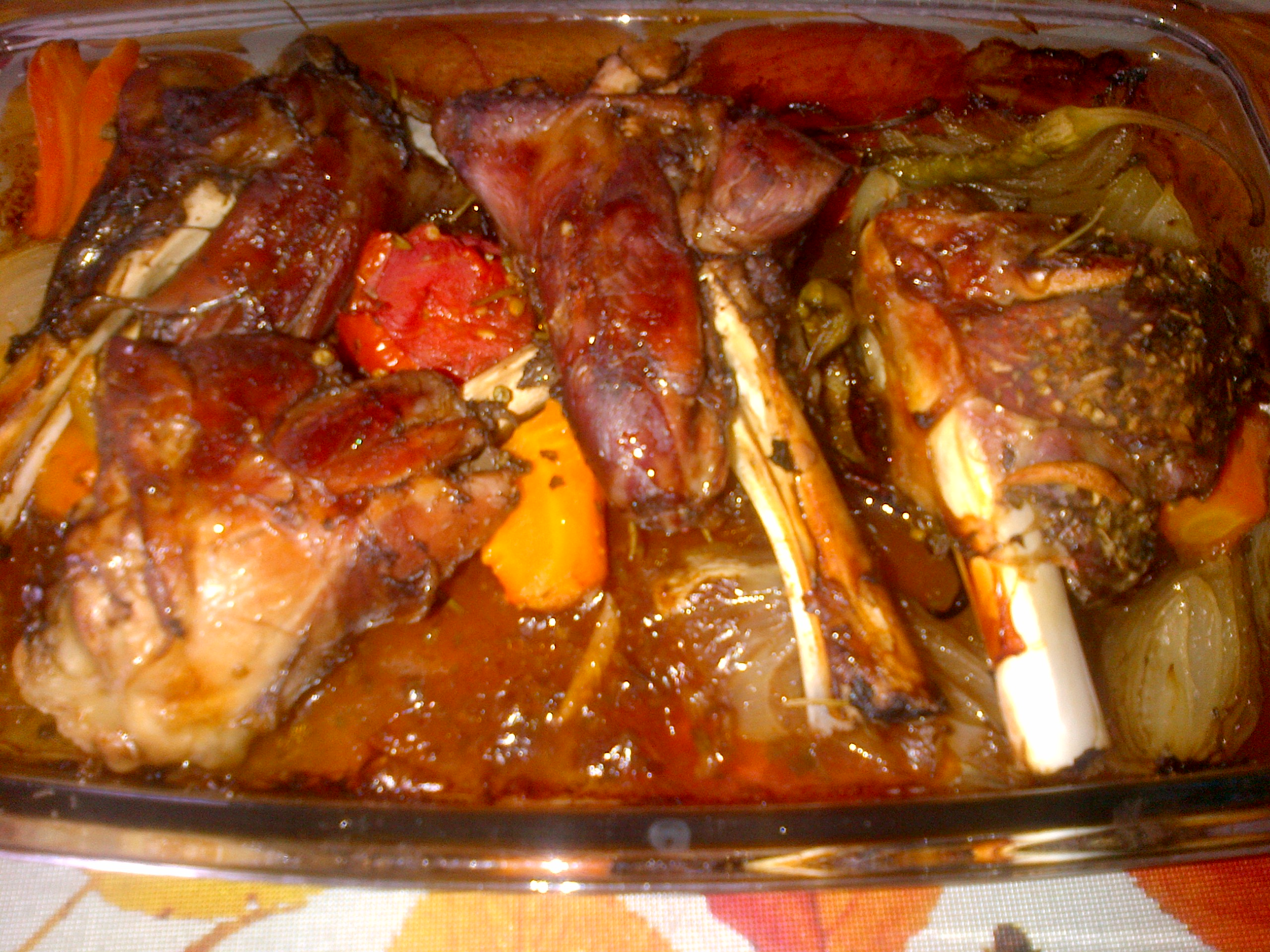
Kuzu fırın o fırında kuzu acabat de ser rostit

Kuzu fırın, fırında kuzu o kuzu tandır és un plat de la cuina turca que consisteix en carn de braç de xai al forn. Es fa amb patates, tomàquets, pebrot verd, cebes, salça i espècies com pebre negre i farigola o orenga. S'utilitza tant mantega com oli d'oliva per a cuinar la carn. La ciutat turca d'Isparta reclama aquest plat com propi, amb el nom d'Isparta fırın kebabı.